# Liste des parcs de loisirs d'Allemagne

## Localisation des principaux parcs de loisirs d'Allemagne
| Europa-Park Phantasialand Heide-Park Movie Park Germany Holiday Park Legoland Deutschland Hansa-Park Skyline Park |

## Bade-Wurtemberg
- Auto & Technik Museum Sinsheim, Sinsheim
- Erlebnispark Tripsdrill, Cleebronn
- Europa-Park, Rust (le plus grand et le plus fréquenté du pays)
- Familien Park, Villingen-Schwenningen
- Familienpark Funny-World, Kappel-Grafenhausen
- Ravensburger Spieleland, Meckenbeuren
- Schwaben Park, Kaisersbach
- Steinwasen Park, Oberried
- Trampoline, Heilbronn
- Traumland auf der Bärenhöhle, Sonnenbühl

## Bavière
- Bayern Park, Reisbach
- Churpfalzpark, Loifling
- Fränkisches Wunderland, Plech
- Freizeit- und Miniaturpark Allgäu, Weitnau
- Freizeit-Land Geiselwind, Geiselwind
- Funhall Mering, Mering
- Legoland Deutschland, Günzburg
- Märchenwald im Isartal, Wolfratshausen
- Schloß Thurn, Heroldsbach
- Skyline Park, Bad Wörishofen
- Sport+Freizeitzentrum Hohenbogen, Neukirchen beim Heiligen Blut

## Berlin
- Spreepark, Berlin (ce parc d'attractions a été abandonné)

## Brandebourg
- Kiebitzpark, Brandebourg

## Brême
- Space Center, Brême

## Hambourg
- Hugo Haase Park, Stellingen
- Luna Park, Altona

## Hesse
- Erlebnispark Steinau, Steinau an der Straße
- Erlebnispark Ziegenhagen, Witzenhausen
- Freizeitpark Lochmühle, Wehrheim
- Rodelparadies Wasserkuppe, Gersfeld (Rhön)
- Salzberger ErlebnisPark, Neuenstein
- Taunus Wunderland, Schlangenbad
- Wild- und Freizeitpark Willingen, Willingen
- Zoo de Francfort, Francfort-sur-le-Main

## Mecklembourg-Poméranie-Occidentale
- Pfiff-ErlebnisPark, Gülzow-Prüzen
- Rügen Park, Gingst

## Basse-Saxe
- Erse-Park, Uetze
- Freizeitpark Kirchhorst, Isernhagen
- Heide-Park, Soltau
- Jaderpark, Jade
- Lütge Land, Wittmund
- Magic Park Verden, Verden
- Nordsee Spielstadt Wangerland, Hohenkirchen
- Rasti-Land, Salzhemmendorf
- Serengeti Safaripark, Hodenhagen
- Tier- und Freizeitpark Thüle, Friesoythe
- Wildpark Schwarze Berge, Rosengarten

## Rhénanie-du-Nord-Westphalie
- Affen- und Vogelpark, Reichshof Eckenhagen
- CentrO.Park, Oberhausen
- Fort Fun Abenteuerland, Bestwig
- Freizeitanlage Start und Ziel, Herne
- Freizeitzentrum SchiederSee, Delbrück
- Hollywood & Safaripark Stukenbrock, Stukenbrock
- Kernie's Familienpark, Kalkar
- Löwensafari und Freizeit-Park Tüddern, Tüddern
- Panorama-Park Sauerland Wildpark, Kirchhundem
- Phantasialand, Brühl
- Potts Park, Minden
- Spielerei Rheda-Wiedenbrück, Rheda-Wiedenbrück
- Tierpark Nadermann, Schöning
- Movie Park Germany, Bottrop
- Schloss Beck, Bottrop
- Sea Life Abenteuer Park, Oberhausen
- Kölner Tivoli, Cologne
- Tobiland, Cologne

## Rhénanie-Palatinat
- Eifelpark, Gondorf
- FreizeitPark Bell, Bell
- Holiday Park, Haßloch
- Technik Museum Speyer, Spire
- Wild- und Freizeitpark Klotten/Cochem, Klotten
- Kurpfalz-Park (parc naturel et d'attractions non sentationnels)

## Sarre
- Gulliver-Welt, Sarrebruck

## Saxe
- Belantis, Leipzig
- Freizeitpark Plohn, Lengenfeld
- Sonnenlandpark, Lichtenau

## Saxe-Anhalt
- Erlebnistierpark Memleben, Memleben
- Erlebniswelt Seilbahnen Thale, Thale

## Schleswig-Holstein
- Hansa-Park, Sierksdorf
- Tolk Schau, Tolk

## Thuringe
- Märchenwald Saalburg, Saalburg

## Balingen
- Parc de loisirs Leuchtturm, Balingen